# Антона (Маса-Карара)
Антона је насеље у Италији у округу Маса-Карара, региону Тоскана.
Према процени из 2011. у насељу је живело 308 становника. Насеље се налази на надморској висини од 420 м.